# Établissement correctionnel de Sing Sing
 (juin 2022).
Si vous disposez d'ouvrages ou d'articles de référence ou si vous connaissez des sites web de qualité traitant du thème abordé ici, merci de compléter l'article en donnant les références utiles à sa vérifiabilité et en les liant à la section « Notes et références ».
Pour les articles homonymes, voir Sing Sing.
Sing Sing Correctional Facility
L'établissement correctionnel de Sing Sing (en anglais : Sing Sing Correctional Facility, anciennement Ossining Correctional Facility) est une prison américaine située dans le village d'Ossining à une cinquantaine de kilomètres au nord de la ville de New York, sur les rives de l'Hudson et dans l’État de New York.
L'établissement, toujours en fonctionnement au début du XXIe siècle, a une capacité de 1 700 prisonniers. Il est classé comme établissement de sécurité maximale et a été le lieu, jusqu'en 1963, d'exécutions capitales. Il est géré par le département de l'administration pénitentiaire et de la surveillance communautaire de l'État de New York (en).
Le nom de la prison vient du nom du village situé sur l'emplacement d'origine. C'est une déformation du nom indien (Algonquin) Sinck Sinck (ou Sint Sinck) qui désignait ce même emplacement.
En 1901, le nom de ce village est changé en Ossining pour éviter la confusion avec l'établissement pénitentiaire, beaucoup plus connu.

## Histoire

### Construction
En mars 1796, la décision de construire deux prisons dans l'État de New York est prise, une à Albany, l'autre dans le sud de la ville de New York. Une équipe d'inspecteurs, chargée de visiter les prisons, acheter les vêtements, le mobilier et les infrastructures, est également mise en place. Aucune prison n'est finalement construite à Albany, mais à Auburn, dont l'édification débute en avril 1815 pour ouvrir un an plus tard.
La construction de la prison débute en 1825, sous la supervision d'Elam Lynds (en), directeur de l'établissement correctionnel d'Auburn mandaté par les autorités new-yorkaises. Il s'inspire d'une prison visitée dans le New Hampshire, où le travail des détenus pour la construction est encouragé. Il choisit le lieu-dit de Mount Pleasant dans le village de Sing Sing (traduisible par « pierre sur pierre »), et sélectionne cent détenus dans sa prison, afin d'extraire dans une carrière voisine le marbre nécessaire à sa construction. 20 100 dollars servent à l'achat des 130 acres de terrains.

### Sing Sing auXIXesiècle
Une fois achevée, en 1826 la prison demeure autosuffisante grâce aux profits de l'exploitation du marbre. Elle est à ce titre considérée comme une prison modèle et se distingue aussi au XIXe siècle par la rigueur de ses règles de détention, imposant la loi du silence et le port d'uniformes rayés et autorisant les châtiments corporels. Des scandales parcourent néanmoins la direction d'Elam Lynds (en), comme la grossesse d'une prisonnière ou encore la détérioration des conditions de vie des prisonniers.

#### Châtiments corporels et torture

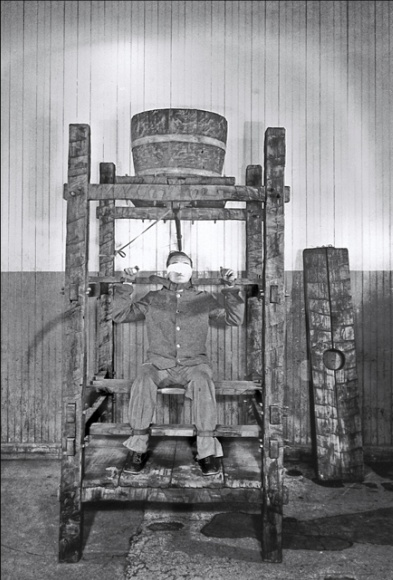
Torture par l'eau à la prison de Sing Sing en 1860.

Les détenus qui contrevenaient au règlement s'exposaient à des châtiments corporels qui pouvaient aller jusqu’à la torture et parfois provoquer la mort du détenu. Ils étaient suspendus par les poignets au-dessus du sol ou mis au fer, le cou, les poignets ou les pouces et les chevilles enserrés dans des anneaux, ils devaient porter des barres métalliques de plus de vingt kilos sur la nuque pendant des heures. La torture par l'eau a été utilisée à partir de 1848 et a été abolie en 1969 à la suite de violentes émeutes qui ont obligé le gouverneur de l'État à envoyer l'armée pour les réprimer.

### Sing Sing auXXesiècle

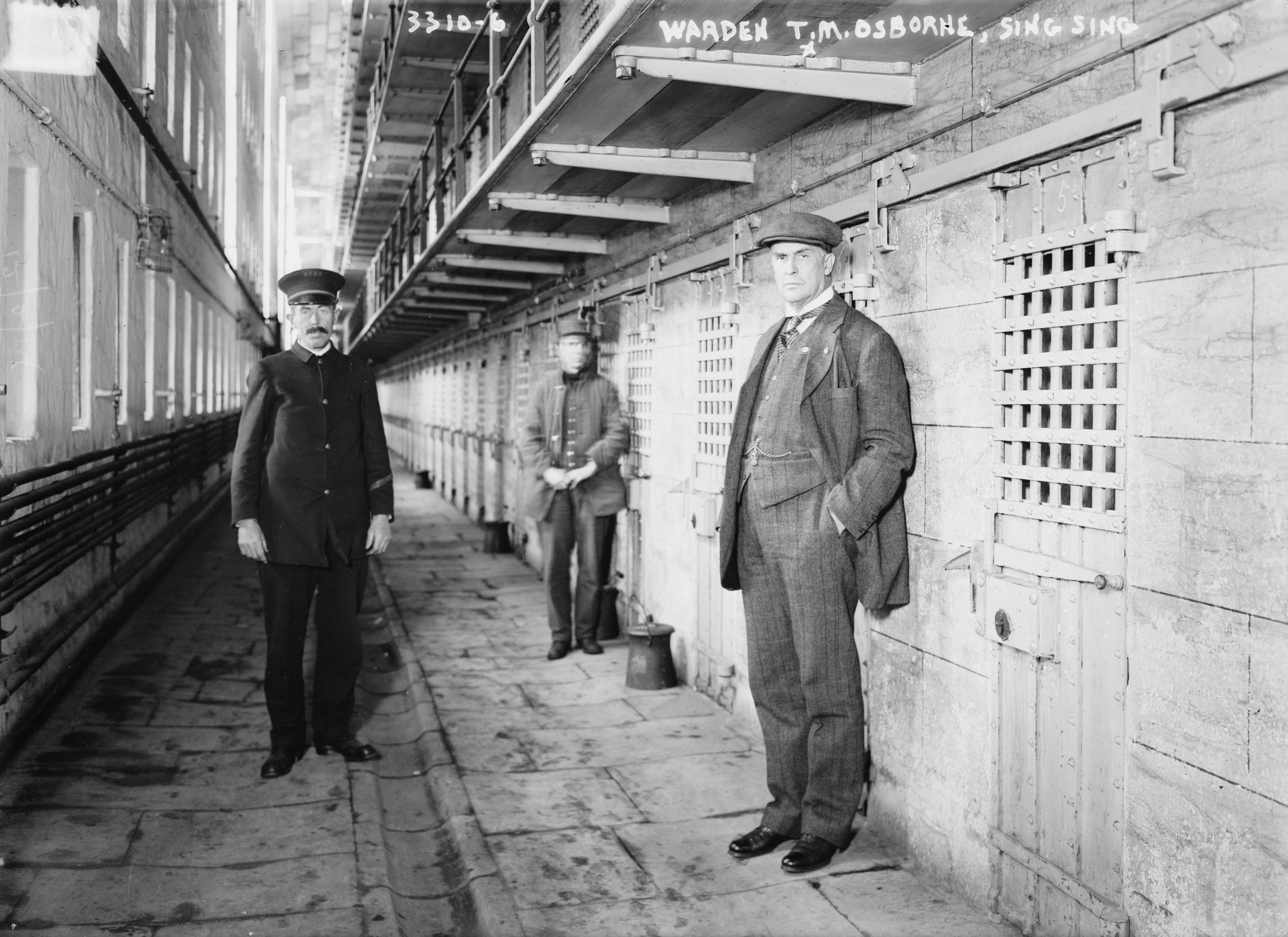
Photographie de Thomas Mott Osborne (à droite).

Un directeur notable arrivé en 1914, Thomas Mott Osborne, tente de moderniser la prison, comme le laissait supposer sa réputation et ce qu'il avait vu incognito à l'établissement correctionnel d'Auburn. Il souhaite centrer son action sur ce qu'il appelle la Mutual Welfare Society. Un conseil d'administration élu par les détenus s'occupe de maintenir l'ordre et de punir les infractions aux lois. Au départ moqué par la presse, les résultats probants de cette expérience le conduisent à se voir félicité de toute part. C'est alors la fin des privilèges pour les détenus influents qui corrompaient les gardiens. Certains d'eux tentèrent en vain d'attaquer Thomas Mott Osborne pour des abus et une mauvaise gestion, mais la justice prononce un non-lieu et un retour du directeur à la prison de Sing Sing.
Un autre directeur qui marque l'institution est Lewis Lawes, arrivé en janvier 1920. Il y a alors 795 détenus hommes et 102 détenues femmes. Il veille à confier des postes à des détenus modèles de confiance, comme celui de barbier. Fait notable sous son exercice, un reporter du New York Daily News, qui avait dissimulé un appareil photo sur sa cheville, parvient à photographier le moment où la première décharge d'électricité transite par le corps de Ruth Snyder, une femme meurtrière de son mari qui avait été condamnée à mort par chaise électrique. La photo fait scandale et conduit Lewis Lawes à abandonner les méthodes les plus brutales et les abus des gardiens et surtout mettre en œuvre des réformes historiques concernant les condamnations à mort.

### Sing Sing auXXIesiècle
En 1996, Katherine Vockins lance le programme Rehabilitation Through the Arts (RTA) à destination des prisonniers. Il vise à donner à certains des cours d'art dramatique, dans le but de monter des pièces et de leur offrir une formation qui pourra leur servir une fois sortis de prison. Le programme a un tel succès qu'il est étendu à cinq autres prisons new-yorkaises.
Un projet est actuellement à l'étude pour convertir la prison en musée.

## Détenus notables
- Charles Becker
- Lepke Buchalter (exécuté à la prison)
- Monk Eastman
- Albert Fish (exécuté à la prison)
- Gyp the Blood (exécuté à la prison)
- Lucky Luciano
- Ethel et Julius Rosenberg (exécutés à la prison)
- Harry Strauss
- Joseph Valachi
- Harvey Glatman

## Directeurs notables
| Date d'entrée en fonctions | Date de cessation de fonctions | Nom                 |
| -------------------------- | ------------------------------ | ------------------- |
| 1825                       | 1830                           | Elam Lynds (en)     |
| 1868                       | 1869                           | David P. Forrest    |
| 1911                       | 1913                           | John S. Kennedy     |
| 1913                       | 1914                           | James M. Clancy     |
| 1914                       | 1917                           | Thomas Mott Osborne |
| 1920                       | 1941                           | Lewis E. Lawes      |

## La prison dans l'art et la culture

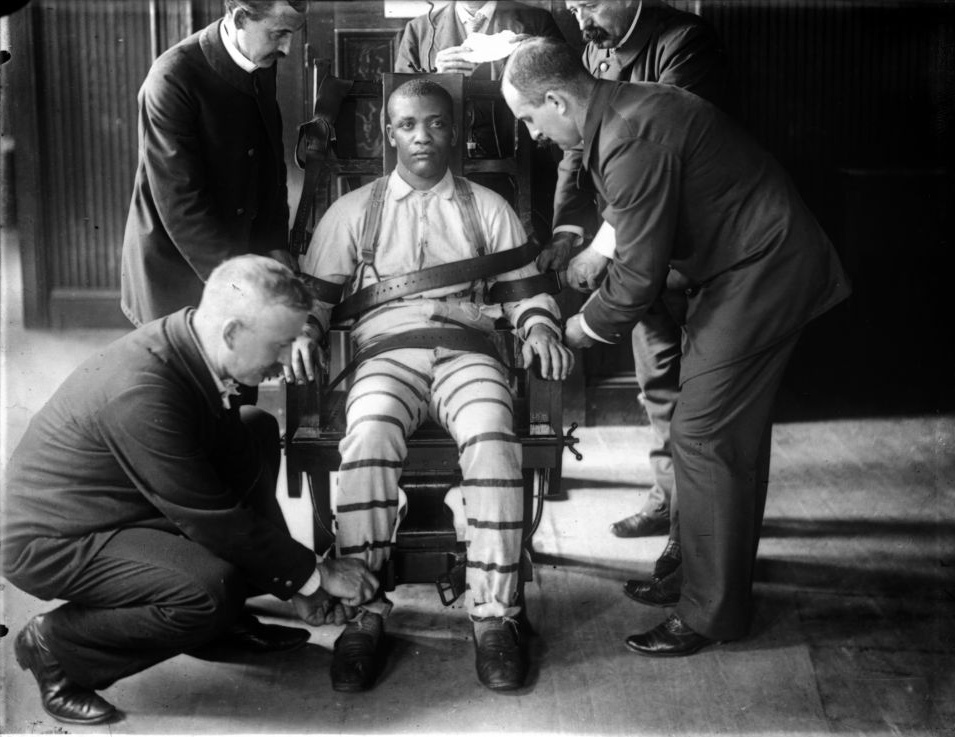
Détenu sur une chaise électrique, à la prison de Sing Sing.

Sing Sing fait partie des prisons qui ont marqué la culture populaire américaine.

### Cinéma
- L'action du film Révolte à Sing Sing (1932) y est située.
- Audrey Hepburn s'y rend dans le film Diamants sur canapé (Breakfast at Tiffany's).
- Un personnage du film Phantom of the Paradise de Brian de Palma y est condamné à l'emprisonnement.
- Paul Vitti (Robert De Niro) y est emprisonné à la fin du film Mafia Blues.
- Dans le film Constantine, réalisé par Francis Lawrence en 2005, il est fait mention d'une chaise électrique provenant de la prison de Sing Sing sur laquelle 200 condamnés auraient été mis à mort.
- Dans le film Citizen Kane, réalisé par Orson Welles en 1941, Charles Foster Kane (Orson Welles) menace son adversaire politique Getty de l'envoyer à la prison de Sing Sing.
- Dans le film de Brian de Palma, L'Impasse (Cartlito's way) le personnage interprété par Al Pacino sort de la prison de Sing Sing au début du film.
- Nick Cassidy (Sam Worthington) y est emprisonné au début du film Dos au mur.
- Dans la série Castle, réalisée par ABC Studios, Marcus Gates est un ex-prisonnier de la prison de Sing Sing soupçonné du meurtre de huit femmes.
- Dans le film Hudson Hawk, Danny Aiello attend Bruce Willis à la sortie de la prison au tout début du film.
- Dans le film Les Producteurs, réalisé par Susan Stroman en 2005, l'officier de Police dit à Franz Liebkind (Will Ferrell) qu'il sera envoyé à la prison de Sing Sing pour avoir tiré sur Roger DeBris (Gary Beach) et Carmen Ghia (Roger Bart).
- Dans le film Vingt mille ans sous les verrous (1932), plus de la moitié du temps l'action s'y déroule.
- Le film Castle on the Hudson de 1940, remake du précédent, s'y déroule en grande partie.
- Dans le film Café Society de Woody Allen, le frère du héros est incarcéré puis exécuté à Sing Sing.
- Dans la série Elementary 2012-2019, réalisé par Robert Doherty, où Sherlock Holmes et Dre. Joan Watson s'y rendent à plusieurs reprises.
- La série OZ se déroule dans la prison de Sing-Sing (bien qu’ayant été tournée sur un plateau de tournage) on peut la voir de l’extérieur dans au moins deux épisodes.

### Musique
- Serge Gainsbourg la cite dans la chanson Chez Les Yé-Yé en 1963 : « Oui à Sing-Sing je finirai ».
- Claude Nougaro lui consacre une chanson : « Sing Sing Song », qui est une adaptation de « Work Song » standard de jazz créé par Nat Adderley.
- Jean-Pierre Ferland a composé une chanson qui s'intitule Sing Sing. « Je sors de Sing Sing... ».
- Thierry Hazard lui consacre une chanson sur son premier album (Pop music).

### Littérature
- Un personnage de Georges Simenon y est emprisonné dans le roman policier Le Chien jaune.
- C'est le lieu d’exécution du « faux » Giovanni Cafarello dans le roman de Timothée de Fombelle, Vango.
- C'est là où Monroe Edwards, faussaire célèbre, meurt dans la nouvelle Bartleby de Herman Melville.
- C'est la prison où sera incarcéré Robson Westerfield, le meurtrier de la sœur du personnage principal, dans le livre Toi que j'aimais tant, de Mary Higgins Clark.
- C'est là que Rorschach est emprisonné, dans le roman graphique Watchmen d'Alan Moore.

### Jeux vidéo
- The Kid, personnage principal du jeu Driver: Parallel Lines y est condamné pendant 28 ans pour meurtre.